# Баландин, Дмитрий Владимирович
Дмитрий Владимирович Баландин (род. 31 июля 1957) — советский механик, лауреат премии имени А. А. Андронова (2003).

## Биография
В 1979 году окончил радиофизический факультет Горьковского университета, специальность «Радиофизика и электроника».
В 1998 году защитил в МГУ докторскую диссертацию по специальности «Теоретическая механика», тема: «Математическое моделирование и оптимизация систем виброударозащиты в условиях неопределенности».
С 1998 года работает на кафедре ЧиФА, с 2005 года является заведующим кафедрой.
Область научных интересов — математическое моделирование, теоретическая механика, теория управления.
Автор более 180 научных работ, в том числе трех монографий, научных статей, опубликованных в журналах «Доклады РАН», «Известия РАН. Механика твердого тела», «Известия РАН. Теория и системы управления», «Прикладная математика и механика», «Автоматика и телемеханика», «Дифференциальные уравнения», «Проблемы машиностроения и надежности машин», «International Journal of Control» и др.
Руководитель грантов РФФИ, участник крупных международных научных проектов, в числе которых проект Национального научного фонда США и проект ИНТАС.
Под его руководством защищено 4 кандидатские диссертации.
Читает лекции по специальному курсу «Управление колебаниями динамических систем», руководитель Нижегородского научного семинара «Математическое моделирование динамики систем и процессов управления».

## Награды
Премия имени А. А. Андронова (совместно с Н. Н. Болотником, за 2003 год) — за цикл работ «Оптимальная защита объектов от ударных воздействий»